# Drenovo, Kavadarci
Drenovo (makedonska: Дреново) är en ort i Nordmakedonien. Den ligger i kommunen Kavadarci, i den centrala delen av landet, 70 kilometer sydost om huvudstaden Skopje. Drenovo ligger 321 meter över havet och antalet invånare är 888.